# Ucenicul (serial)
The Apprentice (Ucenicul) este o franciză de jocuri de talent reality care a fost difuzată inițial în 2004 în Statele Unite ale Americii.
Creat de producătorul britanic din SUA Mark Burnett⁠(d), emisiunea prezintă concurenți din toată țara cu diverse medii profesionale într-o competiție în stil eliminatoriu pentru a deveni ucenic al unui om de afaceri. 
Emisiunea a fost găzduită inițial de magnatul⁠(d) imobiliar Donald Trump, care a fost și unul dintre producători. Burnett a dezvoltat serialul după succesul anterior în aducerea emisiunii Survivor în SUA.
De la premieră, The Apprentice a dat naștere mai multor versiuni internaționale cu licență, precum și unele imitații fără licență.